# Jordanów Śląski (gmina)
Jordanów Śląski – gmina wiejska w województwie dolnośląskim, w powiecie wrocławskim. W latach 1975–1998 gmina położona była w województwie wrocławskim. W latach 1977-1982 obszar gminy należał do gminy Łagiewniki.
Siedziba gminy to Jordanów Śląski.
Według danych z 1 stycznia 2009, gminę zamieszkiwało 3036 osób. Natomiast według danych z 30 czerwca 2020 roku gminę zamieszkiwało 3181 osób.

## Struktura powierzchni
Według danych z roku 2002 gmina Jordanów Śląski ma obszar 56,62 km², w tym:
- użytki rolne: 88%
- użytki leśne: 3%

Gmina stanowi 5,07% powierzchni powiatu.

## Demografia

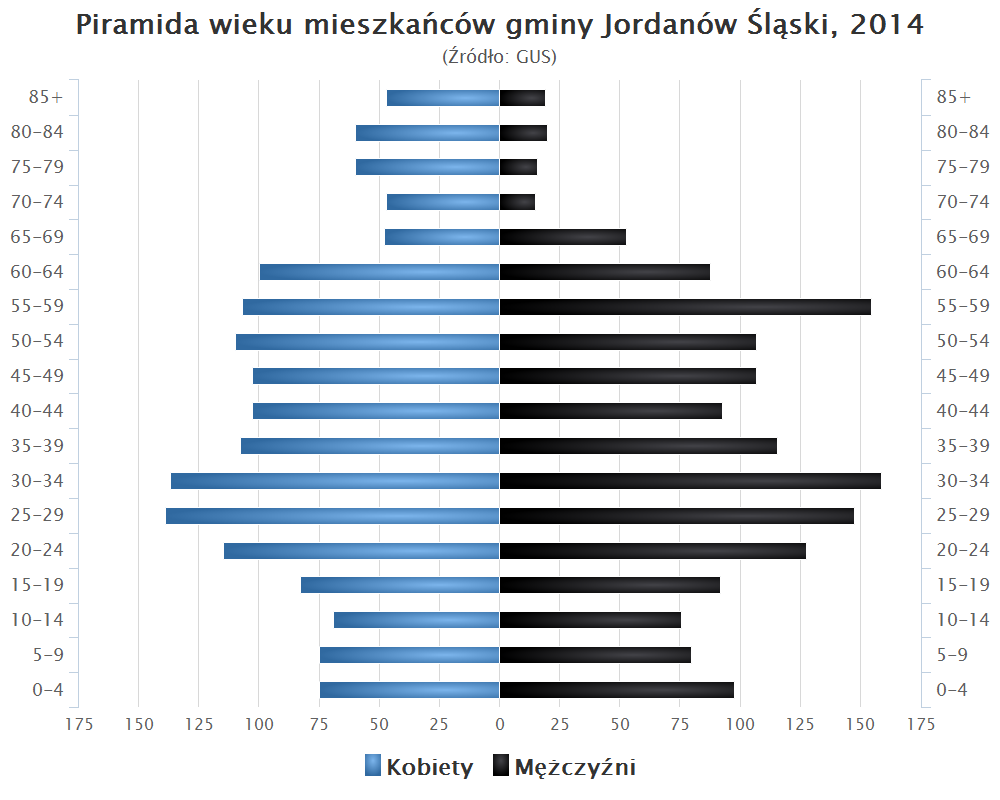
Piramida wieku mieszkańców gminy Jordanów Śląski w 2014 roku

Dane z 30 czerwca 2004:
| Opis                              | Ogółem | Ogółem | Kobiety | Kobiety | Mężczyźni | Mężczyźni |
| --------------------------------- | ------ | ------ | ------- | ------- | --------- | --------- |
| jednostka                         | osób   | %      | osób    | %       | osób      | %         |
| populacja                         | 2996   | 100    | 1498    | 50      | 1498      | 50        |
| gęstość zaludnienia (mieszk./km²) | 52,9   | 52,9   | 26,5    | 26,5    | 26,5      | 26,5      |

## Sąsiednie gminy
Borów, Kobierzyce, Kondratowice, Łagiewniki, Sobótka